# Minh Nhân Tông
Minh Nhân Tông (chữ Hán: 明仁宗, 16 tháng 8, 1378 - 29 tháng 5, 1425), là vị hoàng đế thứ tư của nhà Minh trong lịch sử Trung Quốc. Ông chỉ cai trị trong một thời gian ngắn, từ năm 1424 đến 1425. Minh Nhân Tông thường được gọi là Hồng Hi Đế (洪熙) bởi ông chỉ sử dụng duy nhất một niên hiệu Hồng Hi trong thời gian tại vị.
Mặc dù Minh Nhân Tông Hồng Hi Đế chỉ cai trị ngắn ngủi, nhưng suốt thời gian đó ông đã cố gắng cải cách đất nước, củng cố chính quyền, giúp cho triều đình Đại Minh thêm vững chắc. Điều đó đã củng cố được quyền lực cho con trai ông khi lên kế vị, đó là Minh Tuyên Tông. Sử sách gọi thời kỳ của ông và con trai ông là Nhân Tuyên chi trị (仁宣之治).

## Thời kỳ thế tử và thái tử

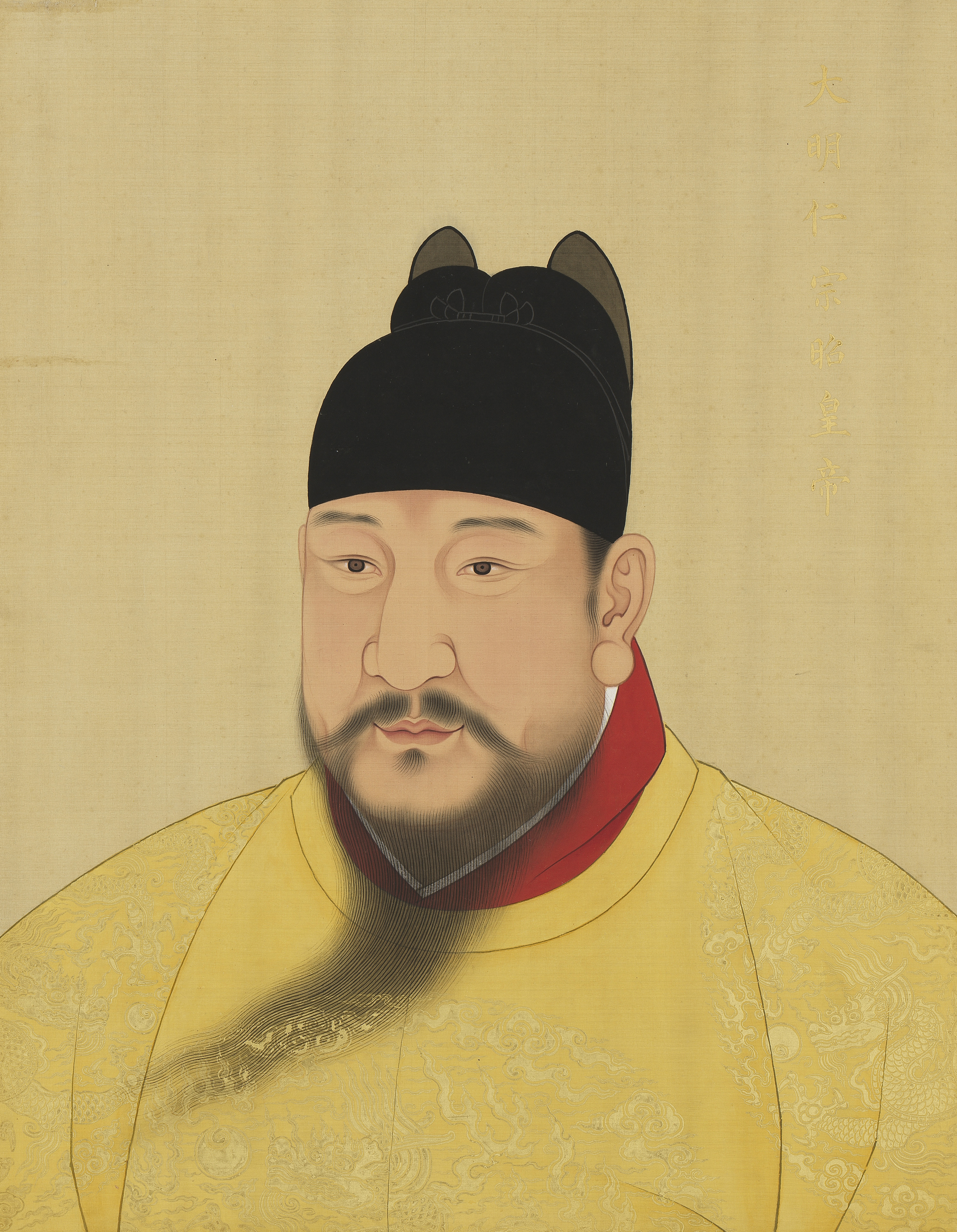
Minh Nhân Tông Hồng Hi hoàng đế Chu Cao Sí

Nhân Tông Hồng Hi hoàng đế có tên thật là Chu Cao Sí (朱高熾) Hay Chu Cao Xí (朱高熾), sinh vào ngày 16 tháng 8 năm 1378, đích trưởng tử của Minh Thành Tổ Chu Đệ và Nhân Hiếu Văn hoàng hậu Từ thị, con gái của đại thần Từ Đạt. Từ nhỏ, Chu Cao Sí đã được Minh Thành Tổ Chu Đệ đào tạo thành một con người sùng Nho giáo. Trong thời gian khi Thành Tổ còn làm Yên vương (燕王), Chu Cao Sí được phong làm Yên thế tử (燕世子). Lúc trẻ ông có thân hình to béo và điều đó dường như ảnh hưởng đến sức khỏe của ông, đồng thời khiến ông mất đi cảm tình của phụ vương. Chu Cao Sí không quan tâm đến các vấn đề quân sự nhưng ông được cho là có khả năng trong việc bắn cung.
Năm 1402, Yên vương Chu Đệ đem quân đánh triều đình nhà Minh do Minh Huệ Đế Chu Doãn Văn cai trị, sử gọi đó là Loạn Tĩnh Nan. Lúc Yên vương dấy binh, Cao Sí ở nhà lo việc trấn thủ Bắc Bình, lập được đại công to lớn. Sau khi Thành Tổ lên ngôi, liền phong Chu Cao Sí làm Hoàng thái tử.
Khi Thành Tổ Bắc phạt tàn dư quân ngũ Mông Cổ, Thái tử Chu Cao Sí cũng lãnh việc giám quốc, thực tế thay quyền lo liệu quốc gia đại sự, giúp Thành Tổ phân ưu để an tâm bắc phạt.

## Thời kỳ đế vương
Năm 1424, Minh Thành Tổ Chu Đệ băng hà, Thái tử Chu Cao Sí lên ngôi. Ngay khi lên ngôi vào tháng 9, năm 1424, ông lấy niên hiệu Hồng Hi (洪熙).
Ngay khi vừa lên ngôi, Hồng Hi Đế liền hủy bỏ những cuộc thám hiểm biển của Trịnh Hòa và bãi bỏ biên giới buôn bán chè và ngựa cũng như cho vàng và ngọc trai đến Vân Nam và An Nam. Ông phục lại danh dự của những Nho quan bị nhục trước đây, tổ chức lại sự quản trị, cho những cận thần của mình nắm quyền then chốt trong triều. Ông cho những học sĩ ở Hàn lâm viện làm thư ký chính cho mình, sai họ phá bỏ đi những chính sách quân phiệt từ đời phụ hoàng của ông là Minh Thành Tổ, thay vào đó là chính sách dân sự. Ông ra sức cải thiện tài chính đất nước, giảm thuế má lao dịch, vàng và bạc. Ông cho một chỉ định ủy nhiệm để điều tra việc thuế má. Những nơi nào xảy ra thiên tai, hoạn nạn, thì kíp cho các quan trong vùng ra sức cứu tế dân chúng ở những nơi có nạn.
Trong thời gian ở ngôi, Hồng Hi đế đã có ý định dời đô về lại Nam Kinh. Tuy nhiên, ông đã đột ngột bệnh nặng và qua đời không lâu sau đó, có lẽ là do tái phát bệnh tim, nên việc này không thể thực hiện. Ngày 29 tháng 5 năm 1425, Hồng Hi Đế băng hà, thọ 46 tuổi. Miếu hiệu của ông là Nhân Tông (仁宗), thụy hiệu là Kính Thiên Thể Đạo Thuần Thành Chí Đức Hoằng Văn Khâm Vũ Chương Thánh Đạt Hiếu Chiêu hoàng đế (敬天體道純誠至德弘文欽武章聖達孝昭皇帝). Được an táng ở Hiến lăng (献陵).
Con trai ông là thái tử Chu Chiêm Cơ đã được kế vị, tức vua Minh Tuyên Tông. Mặc dù thời gian tại vị ngắn, Hồng Hi đế vẫn được ghi nhận với những chính sách ổn định xã hội, cải cách đất nước, củng cố chính quyền và các chính sách tự do của ông đã được con trai ông tiếp tục.

## Gia quyến
- Thân phụ: Minh Thành Tổ Chu Đệ.
- Thân mẫu: Nhân Hiếu Văn hoàng hậu Từ thị (仁孝文皇后徐氏, 1362 - 1407), người Hào Châu, là con gái của Khai quốc đại công thần Từ Đạt, một trong 18 anh em kết nghĩa của Minh Thái Tổ Chu Nguyên Chương khi còn hàn vi. Mẹ bà là Tạ phu nhân, con gái thứ của Tạ Tái Hưng (謝再興).

### Hậu phi

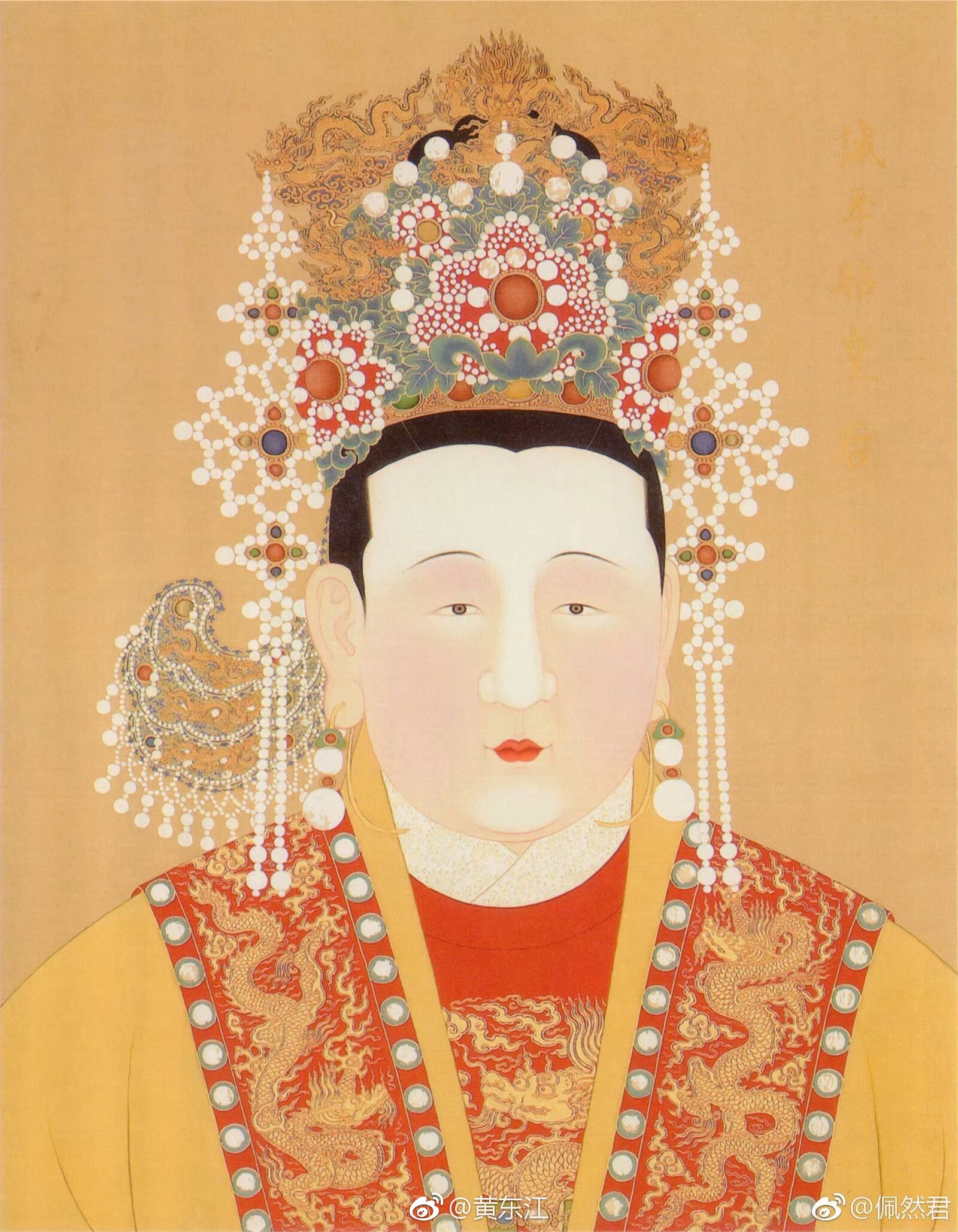
Thành Hiếu Chiêu Hoàng hậu Trương thị

1. Thành Hiếu Chiêu Hoàng hậu Trương thị (誠孝昭皇后张氏, 1379 - 1442), người Hà Nam, con gái của đại thần Trương Kỳ (张麒). Sinh ra Minh Tuyên Tông Chu Chiêm Cơ, Việt Tĩnh vương Chu Chiêm Dung, Tương Hiến vương Chu Chiêm Thiện và Gia Hưng Công chúa
2. Cung Túc Quý phi Quách thị (恭肅貴妃郭氏, ? - 1425), người Hào Châu, An Huy, cháu gái công thần Doanh Quốc công Quách Anh (郭英), cha là Vũ Định hầu Quách Minh (郭铭). Gia thế hiển hách, bà vào hầu Nhân Tông khi còn ở tiềm để, độc sủng; điều này khiến Trương hoàng hậu ghen ghét. Bà bị bắt tuẫn táng theo Nhân Tông dù bà đã sinh cho ông nhiều vị Hoàng tử và gia thế hiển hách. Theo giả thiết có thể Trương Hoàng hậu đã bức ép bà. Sinh ra Đằng Hoài vương Chu Chiêm Khải, Lương Trang vương Chu Chiêm Vỹ và Vệ Cung vương Chu Chiêm Diên
3. Trinh Huệ Thục phi Vương thị (貞惠淑妃王氏, ? - 1425), chị em ruột với Huệ An Lệ phi, sinh được một công chúa, không rõ là ai, một trong 5 phi tử bị tuẫn táng
4. Huệ An Lệ phi Vương thị (惠安麗妃王氏, ? - 1425), chị em ruột với Trinh Huệ Thục phi, một trong 5 phi tử bị tuẫn táng
5. Cung Hi Thuận phi Đàm thị (恭僖順妃譚氏, ? - 1425), người Tương Đàm, Hồ Nam, một trong 5 phi tử bị tuẫn táng
6. Cung Tĩnh Sung phi Hoàng thị (恭靖充妃黃氏, ? - 1425), tên là Kim Đệ (金娣), người Hưu Ninh, An Huy. Khi Nhân Tông qua đời, than khóc khôn nguôi, nên đã xin Trương Hoàng hậu cho được tuẫn táng
7. Trinh Tĩnh Kính phi Trương thị (貞靜敬妃张氏), người Tường Phù, Hà Nam. Tổ phụ là Anh Quốc công Trương Ngọc (张玉), đại tướng lừng danh trong Chiến dịch Tĩnh Nan thời Vĩnh Lạc hoàng đế. Cha bà tập tước công, tức Trương Phụ (张辅), bà gọi Vĩnh Lạc Đế Chiêu Ý Quý phi là cô mẫu. Bà được đặc ân không bị tuẫn táng theo Nhân Tông
8. Điệu Hy Lệ phi Lý thị (悼僖麗妃李氏, ? - 1424), vào hầu Nhân Tông khi còn ở tiềm để. Qua đời trước khi Nhân Tông đăng cơ
9. Trinh Tĩnh Thuận phi Trương thị (貞靜順妃張氏; ? - 1419), mất trước khi Nhân Tông đăng cơ, táng tại Vũ Hoa Đài, Nam Kinh, sinh ra Kinh Hiến vương Chu Chiêm Cân
10. Lý Hiền phi (李贤妃), được đặc ân không bị tuẫn táng theo Nhân Tông. Sinh ra Trịnh Tĩnh vương Chu Chiêm Xuân, Kỳ Hiến vương Chu Chiêm Ngân, Hoài Tĩnh vương Chu Chiêm Du và Chân Định công chúa
11. Triệu Huệ phi (趙惠妃), được đặc ân không bị tuẫn táng theo Nhân Tông. Sinh ra Khánh Đô công chúa

### Hoàng tử
| TT | Họ tên                 | Tước vị                               | Sinh             | Mất               | Mẹ                         | Ghi chú |
| -- | ---------------------- | ------------------------------------- | ---------------- | ----------------- | -------------------------- | --- |
| 1  | Chu Chiêm Cơ 朱瞻基    | Tuyên Tông Chương hoàng đế 宣宗章皇帝 | 16 tháng 3, 1399 | 31 tháng 1, 1435  | Thành Hiếu Chiêu hoàng hậu | Đăng cơ vào năm 1425 |
| 2  | Chu Chiêm Xuân 朱瞻埈  | Trịnh Tĩnh vương 鄭靖王               | 27 tháng 3, 1404 | 8 tháng 6, 1466   | Lý Hiền phi                | Khi Tuyên Tông đi bình định Cao Húc chi loạn, cùng Chu Chiêm Thiện trấn thủ Bắc Kinh Phủ đệ của ông được lập tại Kinh sư, vợ là Trịnh Tĩnh vương phi Tần Tuyết Di (郑靖王妃秦雪怡), có một con trai |
| 3  | Chu Chiêm Dung 朱瞻墉  | Việt Tĩnh vương 越靖王                | 9 tháng 2, 1405  | 5 tháng 8, 1439   | Thành Hiếu Chiêu hoàng hậu | Lập phủ đệ ở Cù Châu, không con cái, vợ là Trinh Huệ vương phi Ngô thị (贞惠王妃吴氏) bị tuẫn táng |
| 4  | Chu Chiêm Ngân 朱瞻垠  | Kỳ Hiến vương 蘄獻王                  | 1406             | 7 tháng 11, 1421  | Lý Hiền phi                | Qua đời khi còn trẻ, thụy là Kỳ Hiến vương (蘄献王) |
| 5  | Chu Chiêm Thiện 朱瞻墡 | Tương Hiến vương 襄憲王               | 4 tháng 4, 1406  | 18 tháng 2, 1478  | Thành Hiếu Chiêu hoàng hậu | Cùng Chu Chiêm Xuân phò tá Tuyên Tông lên ngôi. Trải qua các đời Tuyên Tông, Anh Tông và Đại Tông, đức cao vọng trọng Lập thái ấp tại Tương Dương (nay là Tương Phàn, Hồ Bắc), có 11 con trai |
| 6  | Chu Chiêm Cân 朱瞻堈   | Kinh Hiến vương 荊憲王                | không rõ         | 1453              | Trinh Tĩnh Thuận phi       | Lập phủ đệ ở Giang Tây, sau dời đến Hồ Bắc |
| 7  | Chu Chiêm Áo 朱瞻墺    | Hoài Tĩnh vương 淮靖王                | 28 tháng 1, 1409 | 30 tháng 11, 1446 | Lý Hiền phi                | Lập phủ đệ ở Quảng Đông, sau dời đến Thượng Nhiêu Vợ là Hoài Tĩnh vương phi Tiêu thị (淮靖王妃萧氏), con gái của Binh mã chỉ huy Tiêu Trung (萧忠) Có ba con trai, Trưởng tử Hoài Khang vương Chu Kỳ Thuyên (淮康王朱祁铨) |
| 8  | Chu Chiêm Khải 朱瞻塏  | Đằng Hoài vương 滕懷王                | tháng 11, 1409   | 26 tháng 8, 1425  | Cung Túc Quý phi           | Lập phủ ở Vân Nam, qua đời ngay sau khi mẫu thân là Quách Quý phi bị ép tuẫn táng, không có thừa tự nên bị mất tước, táng ở Tây Sơn |
| 9  | Chu Chiêm Vỹ 朱瞻垍    | Lương Trang vương 梁莊王              | 7 tháng 7, 1411  | 3 tháng 2, 1441   | Cung Túc Quý phi           | Phủ đệ ở An Lục Châu (Chung Trường, Hồ Bắc ngày nay), là đất cũ của Dĩnh Tĩnh vương Chu Đống (朱栋), con trai thứ của Minh Thái Tổ Thê thiếp: Vương phi Kỷ thị (王妃紀氏), con gái của Kỷ Đạm (紀詹), mất sớm; Vương phi Ngụy thị (王妃魏氏), con gái của Nguỵ Hanh (魏亨); Tiểu thiếp Trương thị (张氏) Không có con trai nên mất tước, chỉ có hai người con gái là Tân Ninh Quận chúa (新宁郡主) và Ninh Viễn Quận chúa (宁远郡主) |
| 10 | Chu Chiêm Diên 朱瞻埏  | Vệ Cung vương 衛恭王                  | 9 tháng 1, 1417  | 3 tháng 1, 1439   | Cung Túc Quý phi           | Từ nhỏ đã bệnh tật ốm yếu nên không được phong vương, qua đời mới truy thuỵ là Vệ Cung vương (衛恭王) Không con cái, vợ là Vương phi Dương thị (王妃杨氏) bị tuẫn táng |

### Hoàng nữ
| TT | Tước vị                      | Sinh             | Mất              | Mẹ                         | Phu quân                                           | Ghi chú                                                    |
| -- | ---------------------------- | ---------------- | ---------------- | -------------------------- | -------------------------------------------------- | ---------------------------------------------------------- |
| 1  | Gia Hưng Công chúa 嘉興公主  | 1409             | 9 tháng 3, 1439  | Thành Hiếu Chiêu hoàng hậu | Tỉnh Nguyên (井源), chết trong sự biến Thổ Mộc bảo | Thành hôn vào năm 1428                                     |
| 2  | Khánh Đô Công chúa 慶都公主  | 9 tháng 10, 1409 | 12 tháng 6, 1440 | Triệu Huệ phi              | Tiêu Kính (焦敬)                                   | Tên thật là Chu Viên Thông (朱圆通) Thành hôn vào năm 1428 |
| 3  | Thanh Hà Công chúa 清河公主  | không rõ         | 1433             | không rõ                   | Lý Minh (李銘)                                     | Thành hôn vào năm 1429                                     |
| 4  | Đức An Công chúa 德安公主    | không rõ         | không rõ         | không rõ                   |                                                    | Mất sớm khi được vài tháng tuổi                            |
| 5  | Diên Bình Công chúa 延平公主 | không rõ         | không rõ         | không rõ                   |                                                    | Mất sớm trước khi xuất giá                                 |
| 6  | Đức Khánh Công chúa 德慶公主 | không rõ         | không rõ         | không rõ                   |                                                    | Mất sớm trước khi xuất giá                                 |
| 7  | Chân Định Công chúa 真定公主 | không rõ         | 1450             | Lý Hiền phi                | Vương Nghị (王誼)                                  | Thành hôn vào năm 1429 Con trai là Vương Anh (王瑛)        |